# Jan-Henrik Torselius
Jan-Henrik Torselius, född 4 maj 1928 i Helsingborgs Maria församling i Malmöhus län, död 28 maj 2020 i Uppsala, var en svensk officer i flygvapnet.

## Biografi
Torselius avlade officersexamen 1950 och utnämndes samma år till fänrik i flygvapnet, där han befordrades till löjtnant 1952. Han gick Stabskursen vid Flygkrigshögskolan 1957–1958, tjänstgjorde vid Operationsavdelningen i Flygstaben 1958–1963 och befordrades till kapten 1960. År 1963 befordrades han till major, varpå han tjänstgjorde vid Upplands flygflottilj 1963–1965, var chef för Operationsledning 1 vid Försvarsstaben 1965–1968, gick Allmänna kursen vid Försvarshögskolan 1966 och befordrades till överstelöjtnant 1967. Åren 1968–1973 var han chef för Utbildningsavdelningen vid Flygstaben och ledamot av styrelsen för Försvarets läroverk. Han befordrades till överste 1973 och var chef för Upplands flygflottilj 1973–1976. Efter att han 1976 befordrats till överste av första graden tjänstgjorde han 1976–1979 vid staben i Nedre Norrlands militärområde: som souschef 1976–1978 och som stabschef 1978–1979. Han var chef för Sektion 3 vid Flygstaben 1979–1985 och försvars- och flygattaché vid ambassaderna i Washington och Ottawa 1985–1988, varpå han lämnade försvarsmakten 1988. Efter sin militära karriär var Torselius 1988–1997 verkställande direktör för JHT Consulting AB.
Torselius gifte sig 1952 med Ingrid Rafting, tillsammans fick de tre barn.

## Utmärkelser
- Riddare av Svärdsorden, 6 juni 1967.[6]